# Francesc Pi de la Serra i Valero
Francesc Pi de la Serra i Valero   (Barcelona, 6 d'agost de 1942), conegut com a Quico Pi de la Serra, és un guitarrista i cantautor català, considerat un dels representants històrics de la Nova Cançó.

## Biografia i trajectòria artística
Francesc Quico Pi de la Serra va nàixer a la postguerra, el 6 d'agost de 1942, al número 6 del carrer del General Castaños de Barcelona, al barri de Santa Caterina. Va estudiar al Liceu Francès de Barcelona, on va coincidir amb Xavier Serrahima, Emma Cohen i Josep Maria Flotats.
De jove freqüenta el bar Jamboree, a la plaça Reial, on es fan actuacions en directe. Xavier Serrahima el va posar en contacte amb els músics que cantaven versions de Georges Brassens i que formarien posteriorment el grup Els Setze Jutges. S'hi va incorporar el 22 de març de 1962 com a acompanyant a la guitarra de Miquel Porter i Moix. El primer concert amb el grup va ser a la Selva del Camp el 23 d'agost d'eixe mateix any, on va interpretar la cançó «Les portes» (tema del disc Francesc Pi de la Serra canta les seves cançons).
En paral·lel forma el grup Els 4 Gats, amb els quals fa actuacions en directe i grava tres discs. En 1964, mentre estava fent la mili a Ceuta li comuniquen que ha guanyat el Gran Premio del Disco Español pel seu segon disc, L'home del carrer, gravat amb el guitarrista belga René Thomas.
L'any 1967 presenta el seu primer LP, Francesc Pi de la Serra, i actua al Palau de la Música Catalana, on tornarà a actuar l'any següent amb Raimon i Ovidi Montllor. Es convertix en un referent de l'oposició al franquisme, règim que censura les seues actuacions i sanciona amb multes els intents de burlar la repressió, com ara la sanció posterior a l'actuació a l'Escola Tècnica Superior d'Enginyers industrial de Madrid el 17 de febrer de 1969.
Participa en espectacles al costat de Lluís Llach, Maria del Mar Bonet, Pere Tàpias o Joan Isaac. En 1974 canta a la sala Olympia de París, on grava un disc en directe. L'eixida a l'estranger s'estén per Santo Domingo, Portugal, Alemanya, els Estats Units, Anglaterra, Mèxic, Cuba o el Canadà. Eixe mateix any, Josep Maria Espinàs publica el llibre Pi de la Serra («Los Juglares», Ediciones Júcar), biografia artística del músic.
En 1978, a més d'actuar internacionalment, participa en el Festival de Cançó Catalana, organitzat pel Centre Català del PEN, el 13 d'octubre de 1978 a la plaça del Rei de Barcelona, amb Maria del Mar Bonet i Ovidi Montllor. L'any següent grava amb Maria del Mar Bonet el disc Quico i Maria del Mar. Els dos cantants fan un espectacle conjunt el Teatre Romea de Barcelona. Al mateix temps, continua actuant per Europa.

L'any 1982 comença a col·laborar amb Joan Albert Amargós i l'any següent apareix el disc Pijama de saliva. En 1985 actua a Barcelona, davant la catedral, amb Paolo Conte. L'any següent dirigeix i presenta els dotze capítols del programa El vici de cantar (TV3). L'any 1986 participa en el Festival des politischen Liedes (Festival de cançons polítiques) a Berlín est, on recorda una anècdota amb Pete Seeger:
Crec recordar que hi havia el Pete Seeger i que quan la gent em va demanar que cantés en castellà els va fotre una bronca de collons.
En 1987 participa en el disc Silenci, gravem de Lluís Miquel, registrat en directe al teatre Principal de València, amb el tema «La cançó de l'atzar». Col·labora en el disc de Loquillo Mis problemas con las mujeres cantant a duo La cançó del pagès. El disc Quico, rendeix-te! ix en 1988, any en què actua a Xile en suport a la campanya del no en el plebiscit promogut pel dictador Augusto Pinochet.
L'any 1989 apareix un doble LP, Qui té un amic, gravat en directe al Palau de la Música amb Luis Eduardo Aute, Joan Manuel Serrat, Ana Belén i Joaquín Sabina. Participa en la campanya «Colombia vive» amb un recital a l'ETS d'Arquitectura de Barcelona. La seua activitat com a cantautor es reduïx als anys noranta, però comença una llarga etapa radiofònica l'any 1993 amb el programa T'agrada el blues (Catalunya Ràdio), que encara s'emet. L'any 1995 grava el disc Amunt i avall. L'any 1997, No pasarán, amb cançons de la Guerra Civil espanyola, espectacle presentat en directe amb Ester Formosa, però registrat amb Carme Canela.
L'any 2007 presenta al CaixaForum de Barcelona l'espectacle «La tramuntana epigramàtica de Fages de Climent», inspirat en l'obra del poeta Carles Fages de Climent. Edita el disc Tot. El mateix any és guardonat amb la medalla d'honor del Parlament de Catalunya en reconeixement de la tasca realitzada amb Els Setze Jutges. L'any 2008, Pi de la Serra és el director artístic del Festival de Música Popular de Barcelona.
L'octubre de 2011 edita el seu disc número 22, Quico Labora, gravat amb Amadeu Casas (guitarra) i Joan Pau Cumellas (harmònica), on reprén alguns temes propis de la seua trajectòria amb renovats aires de blues.
El 29 de novembre de 2014, participa en directe amb la interpretació de la cançó Merda en l'espectacle «7 dies amb el poble, 40 anys després», celebrat a Santo Domingo, com a homenatge al Primer Encuentro Internacional de la Nueva Canción Siete Días con el Pueblo, festival politicomusical celebrat l'any 1974 en aquell país amb la participació de Pi de la Serra.

## Discografia
- 1962 Canta les seves cançons
- 1964 Jo sóc Francesc Pi de la Serra
- 1966 La moral
- 1967 Francesc Pi de la Serra (reeditat per Picap el 2008)
- 1971 Disc-Conforme
- 1971 Triat i garbellat
- 1974 No és possible el que visc
- 1974 Pi de la Serra canta les seves cançons
- 1974 Fills de Buda
- 1975 Pi de la Serra a l'Olympia
- 1976 Lluita i compromís
- 1977 Pi de la Serra al Palau d'Esports
- 1977 Pi de la Serra a Madrid
- 1979 Quico i Maria del Mar
- 1979 Junts
- 1980 Katalonien
- 1983 Pijama de saliva (reeditat per Picap el 2008)
- 1988 Quico, rendeix-te!
- 1989 Qui té un amic
- 1995 Amunt i avall
- 1997 ¡No pasarán! Canciones de guerra contra el fascismo (1936-1939) amb Carme Canela
- 2007 Tot
- 2011 Quicolabora, amb Amadeu Casas (guitarra) i Joan Pau Cumellas (harmònica)
- 2015 Dues tasses
- 2018 T'agrada el blues?
- 2020 Cançons de combat. En directe al BarnaSants 2020